# Кожахметов, Султанбек Мырзахметович
Кожахметов Султанбек Мырзахметович (қаз. Қожахметов Сұлтанбек Мырзахметұлы ; род. 15.9.1935, Коргалжынский район Акмолинская область) — ученый, доктор технических наук (1978), академик Академии наук Казахстана (1983).

## Биография
Окончил Московский институт цветных металлов и золота (1958). В 1971—1981 гг. — заместитель директора по научной работе Института металлургии и горного обогащения Академии наук Казахской ССР, в 1988—1995 году — директор Института (в 1982—1987 годах — вице-президент Академии наук), в 1994—1999 году — секретарь отделения наук о Земле Академии наук РК. С 2000 года — почетный директор Института.
Основные научные труды по вопросам металлургии, по теории научных исследований тяжелых цветных металлов и сопутствующих им элементов; под научным руководством и при его непосредственном участии новых высокоэффективных процессов автогенной металлургии меди и её физико-химических основ.
Впервые провёл исследования в области высокотемпературных сульфидов, неустойчивой термики металлов (цинка, кадмия и рения), прямого испарения (возгонки), механизма и кинетики процессов окисления. Под руководством Кожахметова открыт КИВЦЭТ-процесс — новый метод автогенного процесса, нашедший широкое применение для выплавки меди.
Лауреат Государственной премии СССР (1978), депутат Верховного Совета Казахской ССР 11-го созыва. Награждён орденом Дружбы народов, Почётной грамотой Республики Узбекистан (1994) и медалями..В честь Султанбека Кожахметова названа улица в Астане.